# 792 Metcalfia
792 Metcalfia је астероид главног астероидног појаса са пречником од приближно 60,73 .
Афел астероида је на удаљености од 2,968 астрономских јединица (АЈ) од Сунца, а перихел на 2,273 АЈ.
Ексцентрицитет орбите износи 0,132, инклинација (нагиб) орбите у односу на раван еклиптике 8,609 степени, а орбитални период износи 1549,677 дана (4,242 године).
Апсолутна магнитуда астероида је 10,33 а геометријски албедо 0,035.
Астероид је откривен 20. марта 1907. године.